# Колоніальна ментальність
Колоніальна ментальність — інституціоналізоване або системне відчуття неповноцінності серед деяких суспільств та народів, які пережили колоніалізм, у відношенні до цінностей іноземних країн, які їх підкорили. Колонізовані підтримують і приймають цінності та доктрини колонізатора як цінніші та вищі за визначенням. Колоніальний менталітет у загальних рисах є синтезом архаїзму, консерватизму, деяких течій расизму різного ступеня вираженості і, звичайно ж, має свої особливі риси на території різних колоніальних і постколоніальних утворень.

## Колоніальна ментальність в Україні
Ряд вітчизняних та зарубіжних дослідників відзначають адекватність застосування постколоніальних теорій та поняття колоніальної ментальності в Україні.